# Tandem Productions
Tandem Productions, Inc. (conosciuta anche come Tandem Enterprises, Inc.) è stata una casa di produzione cinematografica e televisiva statunitense, fondata nel 1963 da Norman Lear e Bud Yorkin.

## Tandem Productions
Tandem Productions inizia nel 1963 a produrre film per varie majors cinematografiche come Warner Bros. Pictures, Paramount Pictures, Columbia Pictures, e United Artists. Nel 1971 approda alla televisione per produrre principalmente sitcoms. La prima è Arcibaldo (All In The Family, 1971-1979), basato su una sitcom inglese, ma i primi veri successi arrivano con la serie Una signora in gamba (Maude, 1972-1978), Good Times (1974-1979) e Sanford and Son (1972-1977). Nel 1975, Yorkin e Lear separano le proprie strade e intraprendono sentieri indipendenti, l'uno con la Bud Yorkin Productions e l'altro con la TAT Communications Company. Nel 1978 Tandem Productions produce ancora, ma senza la presenza dei due soci fondatori. L'ultima serie televisiva prodotta da Tandem Productions è stata Sanford and Son nel 1980. In alcuni casi Tandem Productions compare col nome NorBud Productions, contrazione dei nome dei due soci fondatori.

## TAT Communications Company
Nel 1975 Norman Lear fonda, insieme col magnate televisivo Jerry Perenchio, la TAT Communications Company. Il nome deriva da una frase in linguaggio yiddish, Tuchus Affen Tisch, che in inglese può tradursi in Putting one's butt on the line  ("appoggiare il sedere sul tavolo"). La prima sitcom prodotta da TAT Communications è I Jefferson, spin-off di Arcibaldo, la prima sitcom prodotta da Tandem Productions.

## Bud Yorkin Productions
Nel 1975 Bud Yorkin fonda la Bud Yorkin Productions, Inc. insieme con i produttori e autori Saul Turteltaub e Bernie Orenstein. La prima sitcom prodotta è Grady, spin-off di Sanford and Son, presto cancellata a causa dello scarso gradimento.

## TOY Productions
Nel 1976, Yorkin, Turteltaub e Orenstein fondano la TOY Producions. La prima sitcom prodotta è What's Happening!!. la TOY Productions chiuderà i battenti nel 1982.

## P*I*T*S Films
La P*I*T*S Films (acronimo di Pie In The Sky) è la casa di distribuzione fondata nel 1978 per distribuire i programmi della Tandem Productions, ad eccezione della serie Arcibaldo, distribuita dalla Viacom Enterprises. P*I*T*S verrà poi reincorporata come Embassy Telecommunications nel 1982.

## Embassy
Nel 1982 Norman Lear acquista la Avco Embassy Pictures e la incorpora alla TAT Communications, dando vita alla Embassy Television. Tutte le serie ancora prodotte da TAT Communications e Tandem Productions, verranno da ora prodotte sotto il nome Embassy. Tutte le serie prodotte dalla Bud Yorkin Productions e dalla TOY Productions verranno da ora prodotte sotto il nome Embassy Telecommunications. Nel 1985 Lear scinde la Embassy Pictures Corporation in tre parti: Embassy Pictures, venduta a Dino DeLaurentiis, Embassy Television e Tandem Productions, vendute alla Columbia Pictures Television, allora detenuta dalla Coca-Cola, per 485 milioni di dollari. Dopo una serie di vicissitudini riguardo a vendite e distribuzioni di programmi a diverse case di produzioni più o meno nominali, la Columbia Pictures Television fonde insieme Embassy Television, Embassy Telecommunications e Tandem Productions per formare la Embassy Communications (o anche Columbia/Embassy Television), inoltre detiene i diritti su pellicole e programmi Embassy Pictures sia ai tempi della Avco, sia dopo l'acquisizione da parte di Lear. Embassy Communications diventerà casa di produzione e distribuzione di programmi televisivi, producendo quelli della Embassy Television e distribuendo quelli prodotti da Tandem Productions, TAT Communications e TOY Productions.
Nel 1987, la Coca-Cola decide di fondere le divisioni cinematografiche della Columbia Pictures e della TriStar Pictures nella Columbia Pictures Entertainment, facendoci confluire anche altre divisioni minori come la Triumph Releasing Corporation, Embassy Communications e Merv Griffin Enterprises. Da ora, i programmi della Embassy ancora in corso presenteranno il logo Columbia Pictures Television fino al termine delle rispettive serie.
Nel 1988 la Embassy Communications diventa ELP Communications (Embassy Limited Partnership), sotto l'egida della Columbia Pictures Television, la cui divisione distributiva verrà scorporata in Columbia Pictures Television Distribution. Il 7 novembre 1989, la Columbia Pictures Entertainment verrà venduta alla Sony Corporation.
Nel 1994, la Sony Pictures Entertainment lancia la Columbia TriStar Television, e quattro anni più tardi deciderà di incorporarvi la ELP Communications, ritirando la Embassy Television pur mantenendone il nome. Ad oggi, tutti i diritti sui titoli televisivi e cinematografici della Embassy appartengono alla Sony Pictures Entertainment. Inoltre, tutti i programmi prodotti dalla TAT Communications Company fino alla ELP Communications riversati in DVD dalla Sony Pictures Home Entertainment sono marchiati ELP Communications.

## Produzioni

### Tandem Productions

#### Cinema
- Alle donne ci penso io (Come Blow Your Horn) (1963) (Essex-Tandem);
- Never Too Late (1965);
- Divorzio all'americana (Divorce American Style) (1967) (come Tandem Enterprises, Inc);
- The Night They Raided Minsky's (1968);
- Fate la rivoluzione senza di noi (Start the Revolution Without Me) (1970) (come Norbud Productions);
- Cold Turkey (1971).

#### Televisione
- Arcibaldo (All in the Family, 1971-1979) - (Archie Bunker's Place, 1979-1983)
- Una signora in gamba (Maude, 1972-1978)
- Sanford and Son (1972-1977)
- Good Times (1974-1979)
- Sanford Arms (1977)
- Il mio amico Arnold (1978 - 1986)
- Sanford (1980-1981)

### TOY Productions

#### Televisione
- Grady (1975)
- What's Happening!! (1976-1979)
- Carter Country (1977-1979)
- One in a Million (1980)
- One of The Boys (1982) (film-tv)

### TAT Communications
- I Jefferson (The Jeffersons) (1975-1985)
- One Day At a Time (1975-1984)
- All's Fair (1976-1977)
- Mary Hartman, Mary Hartman (1976-1978)
- Fernwood 2Night (1977-1978)
- Hello, Larry (1979)
- The Baxters (1979-1981)
- L'albero delle mele (1979 - 1988)
- Gloria (1982-1983)

(Alcuni programmi della TAT Communications verranno prodotti dalla Embassy Television dal 1982 al 1986, dalla Embassy Communications dal 1986 al 1988 e dalla ELP Communications nel 1988.)